# 안양사이버과학축제
안양사이버과학축제(영어: Anyang Cyber Science Festival)는 대한민국 경기도 안양시가 주관하고, 안양체육관을 기반으로하는 지역 과학 축제이다.

## 연혁
2002년, 안양사이버축제로 먼저 이름을 알렸다. 삼성전자, KT 등 기업들이나 대학교 동아리가 참여, 각종 컴퓨터와 노트북 등을 시연하거나 대학교별로 과학실험을 체험 할 수 있도록 하였다. 2009년, 안양사이버과학축제로 명칭이 바뀌었다. 글로벌 ICT 및 과학 인재 양성과 건전한 정보문화 확산을 위해 다양한 체험과 대회를 진행하고, 사회의 흐름에 발 맞추어 과학 분야를 발전하려하는 목적을 가졌다. 2019년, 2019 경기과학축전과 함께 유치하며 더 발전한 모습을 보여주었다. 2020년과 2021년에는 코로나19 범유행으로 인해 취소되었다.
| #         | 횟수 | 연도 | 장소              | 인원     | 비고                  |
| --------- | ---- | ---- | ----------------- | -------- | --------------------- |
| 이전 축제 | 18   | 2019 | 안양체육관        | 약 5만명 | 경기과학축전 동시유치 |
| 예정 축제 | 19   | 2022 | 안양체육관 (예정) | -        | -                     |

## 프로그램
안양사이버과학축제의 프로그램은 크게 정보화체험관, 아카데미, 대회, 부대행사로 총 4가지로 나뉜다.

### 정보화체험관
정보화체험관은 첫 축제부터 운영해왔으며, 유아, 어린이, 청소년이 모두 다양한 과학기술들을 체험할 수 있는 장소이다. 정보화체험관은 대부분 교육계열 회사나, 초중고교에서 각 체험관의 부스를 운영한다.
초반에는 사이버게임, 온라인쇼핑몰 운영, PC, 인터넷 방송 등을 체험을 진행했지만, 현재는 VR, AR체험, IoT 체험, 3D 프린팅 체험 등 다양한 체험을 할 수 있다. 또한, 유아를 위한 과학탐구체험관 내에 새싹존이 운영되며 과학의 원리를 이용한 모형 만들기 등이 진행된다. 아래는 2019년도 축제의 체험관 목록이다.
- VR / AR 체험관
- IoT 체험관
- 로봇 체험관
- 드론 체험관
- 코딩 체험관
- 3D프린팅 / 3D펜 체험관
- 과학탐구체험관

### 아카데미
아카데미는 2016년부터 운영해왔으며, 어린이와 청소년을 대상으로 한 과학 교육 프로그램이다.
아카데미는 총 2개로, 드론 아카데미와 로봇 아카데미가 있다. 이 프로그램은 현장에서 이론 강의, 체험, 실습 순으로 진행된다.

### 대회
- 현재 존재하는 대회

대회 종류는 매년 축제마다 바뀌는 추세이다. 2019년도 축제의 진행한 분야별 대회로는 3D프린팅 해커톤대회, 로봇대회, 드론 축구대회, 스토리텔링 발명대회, 코딩대회가 있다. 모두 초중고교생을 위한 대회이다. 모든 대회가 시상을 하며, 과학기술정보통신부 장관, 경기도지사, 안양시장 등이 상 훈격에 따라 수여한다.
이벤트 VR게임대회도 참가 할 수 있지만, 시상은 하지 않으며 소규모로 진행되는 이벤트이다.
- 과거에 존재했었던 대회

2002년부터 2003년까지 워드빨리치기대회가 있었다.
2002년부터 2016년까지 게임대회가 있었다. 개인전, 팀전, 가족대항으로 스타크래프트, 카트라이더, 쿠키런 등의 온라인 게임을, 동대항으로 장기, 윷놀이, 바둑대회를 열었다. 온라인 게임은 매년 다른 게임으로 대회를 치렀다.

### 부대행사
주요 부대행사로는 토크콘서트, 축하공연, 버스킹 공연, 찾아가는 VR/AR체험관, 안전체험, 축제 스탬프 미션! 등이 있다. 토크콘서트는 유명인을 초청하여 과학실험이나 과학에 관련된 질문을 주고받는 소통행사이다. 축하공연과 버스킹 공연은 안양시의 관내 청소년들이 직접 기획하여 마술이나 춤 등의 퍼포먼스를 보여주는 행사이다.

### 프로그램 특징
- 본래 첫 축제부터 프로게이머의 팬 싸인회를 진행해왔는데, 팬 싸인회는 2008년을 끝으로 사라졌다. 팬 싸인회에 참석한 프로게이머로는 홍진호 등이 참석하였다.
- 안양사이버과학축제는 2018년부터 유명인을 초청하여 토크콘서트를 진행하였다. 2018년에는 인터넷 방송인 허재원, 2019년에는 인터넷 방송인 조섭이 토크콘서트 MC로 초청되었다.

## 방문객
- 2018년 - 2일간, 총 5만여명 방문 추산.[4]

- 2019년 - 2일간, 총 5만여명 방문 추산.[5]

## 위원회
2019년 기준, 안양시 안전행정국장 박의순과 안양시의회 의원 김은희가 당연직이며, 이외에 13명의 위원도 포함하여 총 15명의 위원으로 구성되어있다.

## 같이 보기
- 경기과학축전
- 안양체육관